# Paolo Rivera
Paolo Rivera, né en 1981 à Daytona Beach, est un dessinateur de bande dessinée américain travaillant pour l'industrie du comic book de super-héros. Son encreur attitré est son père Joe Rivera. Il est surtout connu pour son travail sur Mythos (avec Paul Jenkins, 2006-2008), Spider-Man (2009-2010) et Daredevil (avec Mark Waid, 2011-2012).

## Récompenses et distinctions
- 2012 : Prix Eisner du meilleur numéro ou one-shot (Best Single Issue or One-Shot) pour Daredevil n°7 (avec Mark Waid et Joe Rivera) et de la meilleure série pour Daredevil (avec Mark Waid, Joe Rivera et Marcos Martin).
- 2012 : Prix Harvey de la meilleure série et de la meilleure nouvelle série pour Daredevil (avec Mark Waid)